# Markus Selin

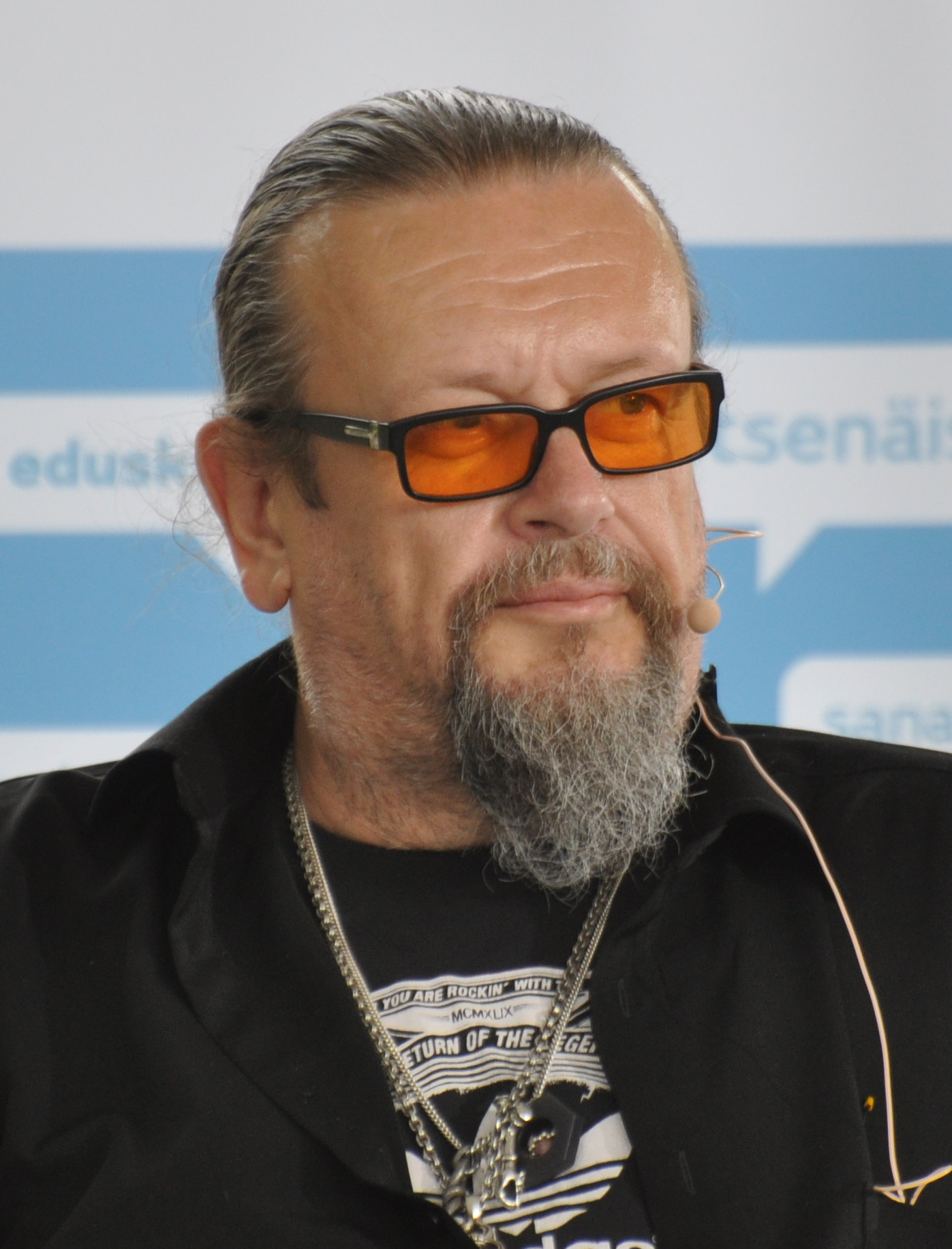
Markus Selin (2016)

Markus Selin (* 16. März 1960 in Nummela, Vihti) ist ein finnischer Film- und Fernsehproduzent, Regisseur und Drehbuchautor.

## Leben
Selin wurde 1960 im südfinnischen Nummela geboren. Seine Eltern betrieben ein Kino, in dem Selin als kleiner Junge arbeitete. Gemeinsam mit seinen Eltern und Großeltern ging er oft ins Kino. Später verfasst er Filmkritiken in lokalen Zeitungen und für Jugendzeitschriften. Ab dem Jahr 1982 besuchte er die Handelsschule, begann mit dem Import von Videos und gründete einen Videoverleih in Lohja.
Selin begann seine Karriere in der Filmbranche Mitte der 1980er Jahre, nachdem er Renny Harlin kennengelernt hatte. Selin und Harlin verfassten das Drehbuch zum Spielfilm Born American über drei US-Amerikaner, die während eines Finnland-Urlaubs versehentlich die Grenze zur Sowjetunion übertreten und in Gefangenschaft geraten. Nachdem sie 25 Minuten gedreht hatten, ging Harlin und Selin das Geld aus. Mit Unterstützung eines amerikanischen Produzenten, der das erste Material gesichtet hatte, konnten sie den Dreh fortsetzen. Für die Hauptrolle verpflichteten sie Mike Norris. Obwohl der Film 1986 in Finnland zunächst wegen Gewaltverherrlichung auf dem Index stand, öffnete er Selin und Harlin den Weg in die Filmbranche.
1987 gründete Selin das Unternehmen Funente Oy, mit dem er Nintendo-Spielekonsolen und Spiele importierte. Das Unternehmen musste 1993 mit Schulden in Höhe von 42 Mio. FIM Insolvenz anmelden.
In den frühen 1990er Jahren gründete Selin mit Renny Harlin das Filmproduktionsunternehmen Harlin & Selin Productions Oy. Ihr erstes Projekt war Gladiaattorit, die finnische Variante der Fernsehsendung American Gladiators, bei der Selin die Produktion und Harlin die Regie übernahm. Die Drehbücher für die Sendungen verfassten beide zusammen. 1995 gründete Selin in Helsinki sein eigenes Filmproduktionsunternehmen Solar Films, das sich zum führenden Produktionsunternehmen des Landes entwickelte.
Seit dem Jahr 2004 hat Selin zahlreiche Verfilmungen von Reijo Mäkis Romanen über den Privatdetektiv Jussi Valtteri Vares produziert. Ebenfalls 2004 produzierte Selin die Romanverfilmung Populärmusik aus Vittula.

## Filmografie (Auswahl)
Produzent
- 1986: Born American
- 1993–1994: Gladiaattorit (Fernsehserie, 53 Episoden)
- 1994: Vintiöt (Fernsehserie)
- 1994: Esa ja Vesa – auringonlaskun ratsastajat
- 1995: Samuli Edelmann: Live
- 1997: Tähtilampun alla (Fernsehserie, 10 Episoden)
- 1997: Kummeli kultakuume
- 1997: Trabant express (Fernsehserie, 20 Episoden)
- 1998: Tähtitehdas (Fernsehserie)
- 1998: Spice Girls – puoli tuntia pikasilmänruokaa (Fernsehdokumentation)
- 1999: Häjyt
- 1999: Ihana mies (Miniserie, 3 Episoden)
- 1999: Voitto kotiin (Fernsehserie)
- 1999: Bioterror (Dokumentarfilm)
- 1999–2004: Muodollisesti pätevä (Fernsehserie, 28 Episoden)
- 2000: Kirjava silta (Fernsehserie)
- 2000: Levottomat
- 2000: Mustan kissan kuja (Fernsehserie, 14 Episoden)
- 2000: Lomalla
- 2000–2001: Susi rajalla (Fernsehserie, 23 Episoden)
- 2001: Minä ja Morrison
- 2002: Liekki (Fernsehfilm)
- 2003: Pahat pojat
- 2003: Kaunis mies (Miniserie, 3 Episoden)
- 2003: Irtiottoja (Fernsehserie)
- 2003: Vintiöt – Ten years after (Fernsehserie)
- 2004: Lust auf Sex (Levottomat 3 – kun mikään ei riitä)
- 2004: Rikas mies (Miniserie, 3 Episoden)
- 2004: Vares – yksityisetsivä
- 2004: Populärmusik aus Vittula (Populärmusik från Vittula)
- 2005: Eisiges Land (Paha maa)
- 2006: Matti
- 2006: Studio Impossible (Fernsehserie)
- 2006: Valkoinen kaupunki
- 2006: Nightwish: End of an Era
- 2006: Kodit ja kalusteet (Fernsehfilm)
- 2006: Arppa vaan (Fernsehfilm)
- 2006: Kirkkaalta taivaalta (Fernsehfilm)
- 2007: Astrópía
- 2007: Törni – sotilaan tarina (Dokumentarfilm)
- 2008: Tummien perhosten koti
- 2008: Dark Floors
- 2008: Kummeli Alivuokralainen
- 2008: Älä unta nää (Fernsehfilm)
- 2009: Rööperi
- 2009: Reykjavik Whale Watching Massacre
- 2010: Pikkuveli (Fernsehfilm)
- 2010: Sisko tahtoisin jäädä
- 2011: Vares – Pahan suudelma
- 2011: Vares – Huhtikuun tytöt
- 2011: Vares – Sukkanauhakäärme
- 2011: Kotirauha
- 2012: Vares – Kaidan tien kulkijat
- 2012: Vares – Uhkapelimerkki
- 2012: Puhdistus
- 2012: Vares – Pimeyden tango
- 2012: Imaginaerum by Nightwish
- 2012: Robin (Dokumentarfilm)
- 2013: Kaappari
- 2013: Kekkonen tulee!
- 2013: Tumman veden päällä
- 2014: Kummeli V
- 2014: Kaffee mit Milch und Stress (Mielensäpahoittaja)
- 2015: Vares – Sheriffi
- 2015: Kätilö
- 2016: Pahan kukat
- 2017: Saattokeikka
- 2017: Yösyöttö
- 2018: Ilosia aikoja, Mielensäpahoittaja
- 2018: Oma maa
- 2019: Risto Räppääjä ja pullistelija
- 2024: Stormskärs Maja

Co-Producer
- 2000: 101 Reykjavík
- 2012: Frost
- 2018: Lof mér að falla

Executive Producer
- 2005: Mallikoulu 2005 (Fernsehserie)
- 2005 Waltari: Rare Species Alive
- 2006: Pokerimestari 2006 (Fernsehserie, 4 Episoden)
- 2006: Suurin pudottaja (Fernsehserie)
- 2007: V2 – jäätynyt enkeli
- 2009: Suomen Pelkokerroin (Fernsehserie, 2 Episoden)
- 2010: Kultainen TV (Fernsehfilm)
- 2010: Reindeerspotting – pako Joulumaasta (Dokumentarfilm)
- 2010: Veijarit
- 2011: Elokuu
- 2011: Ella & Aleksi – Yllätyssynttärit
- 2012: Hulluna Saraan
- 2012: Kulman pojat
- 2014: Kesäkaverit
- 2015: Luokkakokous
- 2015: Hevisaurus-elokuva
- 2016: Äkkilähtö
- 2016: Kohtuuttomuuksia (Fernsehserie, 4 Episoden)
- 2016: Syysprinssi
- 2016: Luokkakokous 2
- 2018: Kaikki oikein
- 2018–2019 Kontio & Parmas: (Fernsehserie, 11 Episoden)

Drehbuchautor
- 1986: Born American
- 1993–1994: Gladiaattorit (Fernsehserie, 53 Episoden)
- 1995: Samuli Edelmann: Live

Regisseur
- 1994: Gladiaattorit (Fernsehserie, 15 Episoden)
- 1995: Samuli Edelmann: Live
- 2000: Mustan kissan kuja (Fernsehserie, 14 Episoden)
- 2000–2001: Susi rajalla (Fernsehserie, 23 Episoden)
- 2005 Waltari: Rare Species Alive